# Аспронизи
Аспронизи (грчки грч. ) је једно од острва у групацији Киклада у Грчкој. Управно острво припада округу Киклади и Периферији Јужни Егеј. Аспронизи спада у тзв. мања острва Санторинија и припада општини Оја са седиштем на Санторинију.